# 普萊恩維爾 (麻薩諸塞州)
普萊恩維爾（英語：Plainville）是一個位於美國麻薩諸塞州諾福克縣的鎮。

## 人口
根據2020年美國人口普查的數據，普萊恩維爾的面積為29.90平方千米，當中陸地面積為28.60平方千米，而水域面積為1.30平方千米。當地共有人口9945人，而人口密度為每平方千米333人。